# Radiostation van Grimeton
Het Radiostation van Grimeton is een van de veertien werelderfgoederen op de Werelderfgoedlijst van de UNESCO in Zweden en is opgenomen op deze lijst in 2004. Tot 2014 stond het op de lijst ingeschreven als het "Radiostation Varberg".

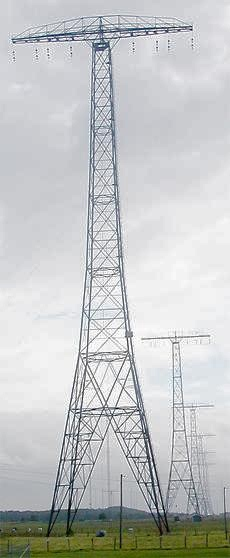
De zes torens met de antenne van het radiostation Varberg

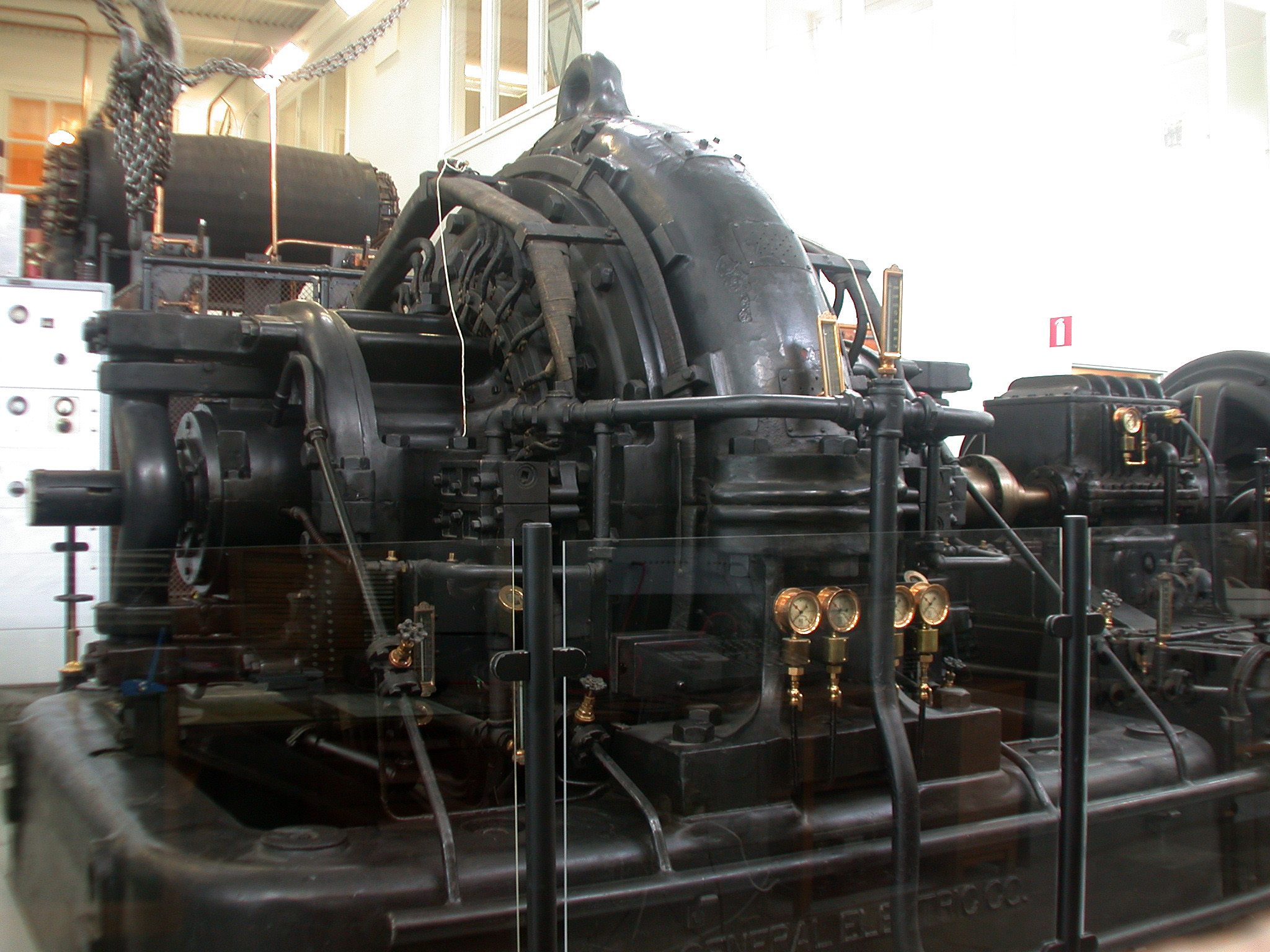
De machinezender in het radiostation Varberg

Het radiostation van Grimeton nabij Varberg in Zuid-Zweden (gebouwd van 1922 tot 1924) is een zeer goed bewaard monument van de vroege trans-Atlantische communicatie. Het bestaat uit een langegolfzender, inclusief zes stalen masten van 127 meter hoog, waartussen staaldraden zijn gespannen, die functioneren als antenne. Hoewel het radiostation niet langer regelmatig wordt gebruikt, is de zender zo onderhouden, dat de communicatie nog altijd volledig functioneert.
Het gebied is 110 hectare groot. Hierop staan gebouwen met de originele alexanderson-zender en de antennemasten, de kortegolfzender met antennes, en het woongebied voor het personeel van het radiostation.
Architect Carl Åkerblad heeft de hoofdgebouwen ontworpen in neoklassieke stijl. Ingenieur Henrik Kreüger was verantwoordelijk voor de antennemasten. In de tijd van de bouw van het station waren deze torens de hoogste bouwsels in Zweden.
Het herkenningsteken van deze zender was SAQ (beluisteren). De zender werd tot de vijftiger jaren gebruikt voor de communicatie met Radio Central op Long Island in de Verenigde Staten. Tot 1996 werd de zender gebruikt voor communicatie met onderzeeboten. De frequentie die gebruikt werd was 17,2 kHz. Op speciale dagen zoals Alexandersondag (laatste weekend van juni) worden nog teksten in morse verzonden.
De opname op de werelderfgoedlijst was een gevolg van:
- Criterium II: Het radiostation Varberg is een monument, dat de procesontwikkeling van de communicatietechnologie in de periode na de Eerste Wereldoorlog documenteert.
- Criterium IV: Het radiostation is een uitstekend voorbeeld van de ontwikkeling van de telecommunicatie en is het enige overlevende voorbeeld van een groot zendstation van voor de elektronische technologie en de ontwikkeling van de telecommunicatie daarna.

## Samenvatting opbouw machinezender
In hoofdlijnen bestaat de machinezender uit twee componenten: de alexanderson-alternator en het hulpsysteem. De alternator bestaat uit het bedieningspaneel, de hoogfrequentgenerator, de magnetische versterker en de antennes. Het hulpsysteem bestaat uit het koelsysteem (voor o.a. de 200kW-zender), de luchtventilatoren, de benodigde gelijkstroomgeneratoren en de vloeistofweerstanden voor de snelheidsregeling van de hoogfrequentgenerator.
De uitzendfrequentie moest in het VLF-spectrum (zeer lange golven) liggen om er voor te zorgen dat de met morsecode gemoduleerde draaggolf met het aardoppervlak zou meebuigen. Hierdoor ontstond een wereldwijd bereik. De golflengte van de 17,2kHz-draaggolf is 17,4 km. Dit verklaart de benodigde lengte van de antennes.